# Brooklyn experience
 Brooklyn experience es una película coproducción de Argentina y Estados Unidos filmada en 360° dirigida por José Celestino Campusano sobre su propio guion que se estrenó el 19 de julio de 2019 en México. 

## Sinopsis
Su protagonista es un jefe de familia que trabaja en Nueva York en una oficina de migraciones; mediante una serie de historias personales el filme explora tanto la actual crisis migratoria de Estados Unidos cómo el creciente temor de los inmigrantes a ser estigmatizados por la sociedad, tema que obliga a los protagonistas a redefinir su posición frente a esta situación.

## Reparto
Participaron del filme los siguientes intérpretes:
- Donald Mann...	Vincent
- Katie Terpstra...	Liz
- Greg Costa...	Greg
- Marcelo Bukin
- Peter Bussian...	Big Boss
- Zach Strum	...	Zach
- Rotem Weiner	...	Sheera

## Comentarios
Pablo Corso escribió:

”… Brooklyn Experience, apela a la realidad virtual (RV) como una herramienta de crítica social. José Celestino Campusano busca tematizar las tensiones de la inmigración y el poder con que se imponen las identidades americanas blancas. Es una trama que transcurre en la Nueva York de los sótanos, los baldíos y los suburbios antes de la gentrificación.

## Producción
Dos años antes de empezar a filmar esta película, Campusano vio un corto gore en RV cuya tecnología lo atrapó. El Cluster Audiovisual de la Provincia de Buenos Aires (parte de una Red Nacional basada en el cooperativismo y la autogestión) financió las cámaras y el viaje, y la Universidad de Nueva York les abrió sus puertas para ensayar y se convirtió en coproductora. 
En el formato 360° no hay plano detalle, plano/contraplano, progresión ni entradas o salidas de cuadro, el espectador tiene ante sí una continuidad de planos secuencia y elige su propio encuadre.